# Theo Bouwman
Theodorus (Theo) Bouman (ur. 20 lipca 1947 w Amsterdamie) – holenderski polityk, inżynier, deputowany do Parlamentu Europejskiego (1999–2004).

## Życiorys
Studiował inżynierię przemysłu na Uniwersytecie Technicznym w Eindhoven. Od 1970 był badaczem w fundacji naukowej. W latach 1972–1988 pracował jako nauczyciel na studiach zawodowych. W połowie lat 80. wykładał na Uniwersytecie Antwerpskim. Później zajął się działalnością konsultingową.
Od 1994 do 1996 był radnym w Eindhoven. W wyborach w 1999 z ramienia GroenLinks uzyskał mandat posła do Parlamentu Europejskiego V kadencji. Należał do grupy Zielonych i Wolnego Sojuszu Europejskiego, był m.in. przewodniczącym Komisji Zatrudnienia i Spraw Socjalnych (od 2002). W PE zasiadał do 2004.
W 2011 wybrany do stanów prowincjonalnych w Brabancji Północnej.